# Landesregierung Lemisch II
Die Landesregierung Lemisch II war die Kärntner Landesregierung der Jahre 1927–1931 während des 14. Kärntner Landtages.
Da die vorhergehende Landesregierung zerrüttet war, beschloss der Landtag vorgezogene Neuwahlen. Stärkste Partei wurde die SDAP, die bürgerlichen Parteien Landbund und Einheitsliste hatten jedoch zusammen eine Mehrheit. Da sich SDAP und Einheitsliste einig waren, die Wiederwahl Vinzenz Schumys (Landbund) zum Landeshauptmann zu verhindern, die bürgerlichen Parteien jedoch einen sozialdemokratischen LH verhindern wollten, wurde in Altlandeshauptmann Arthur Lemisch (vgl. Regierung Lemisch I, 1918–1921) ein Kompromisskandidat gefunden, der der gestärkten Rolle des Landbundes gerecht wurde, für die Einheitsliste tragbar war und der als Burschenschafter mit der SDAP das freisinnige, antiklerikale Sentiment teilte.
Einhergehend mit der Weltwirtschaftskrise und der politischen Radikalisierung auf Bundesebene zerrüttete sich auch die Landespolitik derart, dass 1930 auch der 14. Landtag seine vorzeitige Auflösung beschloss und das vorzeitige Ende der Regierung Lemisch II im Jänner 1931 besiegelte.

## Mitglieder
| Amt                  | Träger                | Partei           | Beruf                             | Spanne           |
| -------------------- | --------------------- | ---------------- | --------------------------------- | ---------------- |
| Landeshauptmann      | Arthur Lemisch        | kein LT-Mitglied | Gutsbesitzer                      | durchgehend      |
| 1. Stellvertreter    | August Neutzler       | SDAP             | Privatbeamter                     | durchgehend      |
| 2. Stellvertreter    | Sylvester Leer        | CSP              | Geschäftsführer                   | durchgehend      |
| Landesräte           | Hans Angerer          | GDVP             | Gymnasialprofessor                | durchgehend      |
| Landesräte           | Georg Lora            | SDAP             | Hauptschullehrer                  | durchgehend      |
| Landesräte           | Mathias Zeinitzer     | SDAP             | Gymnasialprofessor                | durchgehend      |
| Landesräte           | Ferdinand Kernmaier   | LuH              | Gutsbesitzer                      | ab 14. Mai 1929  |
| Landesräte           | Vinzenz Schumy        | LuH              | Obmann des Landbundes (LuH)       | bis 14. Mai 1929 |
| Ersatzmitglieder     | Fritz Dörflinger      | GDVP             | Rechtsanwalt                      | unbestimmt       |
| Ersatzmitglieder     | Simon Gaggl           | SDAP             | Kleinbauer                        | unbestimmt       |
| Ersatzmitglieder     | Josef Gatternig       | GDVP             | Oberlehrer                        | unbestimmt       |
| Ersatzmitglieder     | Franz Pichler-Mandorf | SDAP             | Oberkommissär                     | unbestimmt       |
| Ersatzmitglieder     | Karl Rokitansky       | kein LT-Mitglied | Oberlandesgerichtsrat             | unbestimmt       |
| Ersatzmitglieder     | Leopold Rothwangl     | SDAP             | Oberschaffner                     | unbestimmt       |
| Ersatzmitglieder     | Lorenz Schauer        | LuH              | Lehrer an der Staatsgewerbeschule | unbestimmt       |
| Beleg: #Siegl, S.501 |                       |                  |                                   |                  |

## Belege
1. ↑  #Siegl, S.96
2. ↑  #Siegl, S.100
3. ↑  #Siegl, S.102